# CA All Boys
A CA All Boys egy argentin labdarúgócsapat Floresta városában. A egyesületet 1913. március 15-én alapították. A klub jelenleg a másodosztályban szerepel és a 21 500 néző befogadására alkalmas Estadio Islas Malvinasban játssza hazai mérkőzéseit. A klub színei a fekete és a fehér.

## Jelenlegi keret
2022. június 6. szerint.
| # |     | Poszt | Név                         |
| - | --- | ----- | --------------------------- |
|   | ARG | K     | Javier Bustillos            |
|   | ARG | K     | Andrés Desábato             |
|   | ARG | K     | Alessandro López            |
|   | ARG | V     | Facundo Butti               |
|   | ARG | V     | Lucas Ferrari               |
|   | ARG | V     | Lucas Kreiman               |
|   | ARG | V     | Cristian Marcial            |
|   | ARG | V     | Leandro Martínez Montagnoli |
|   | ARG | V     | Lucas Míguez                |
|   | ARG | V     | Tomás Oneto                 |
|   | ARG | V     | Marcos Sánchez              |
|   | ARG | V     | Ignacio Vázquez             |
|   | ARG | KP    | Claudio Nicolás Barrientos  |
|   | ARG | KP    | Fernando Barrientos         |

| # |     | Poszt | Név                   |
| - | --- | ----- | --------------------- |
|   | ARG | KP    | Fernando Brandán      |
|   | ARG | KP    | Lucas Cuevas          |
|   | ARG | KP    | Lautaro Guzmán        |
|   | ARG | KP    | Matías Muñoz          |
|   | ARG | KP    | Lucas Patanelli       |
|   | URU | KP    | Hugo Soria            |
|   | ARG | CS    | Octavio Bianchi       |
|   | ARG | CS    | Martín Comachi        |
|   | ARG | CS    | Miqueas González      |
|   | ARG | CS    | Marco Iacobellis      |
|   | ARG | CS    | Agustín Mario Morales |
|   | ARG | CS    | Matías Persia         |
|   | ARG | CS    | Hernán Rapp           |

## Fordítás
Ez a szócikk részben vagy egészben  az   All Boys című angol Wikipédia-szócikk fordításán alapul.  Az eredeti cikk szerkesztőit annak laptörténete sorolja fel. Ez a jelzés csupán a megfogalmazás eredetét és a szerzői jogokat jelzi, nem szolgál a cikkben szereplő információk forrásmegjelöléseként.